# القلعة (إب)

تعديل مصدري - تعديل

القلعة هي إحدى قرى عزلة شعب يافع بمديرية إب التابعة لمحافظة إب، بلغ تعداد سكانها 401 نسمة حسب تعداد اليمن لعام 2004.